# Юмский могильник
Юмский могильник (Загребинский могильник) — археологический памятник древнемарийской культуры в 3,5 км к юго-востоку от деревни Загребины Свечинского района Кировской области, на берегу реки Юма, правого притока Вятки.
А. А. Спицын первоначально датировал этот памятник X в., А. П. Смирнов — IX—X вв., А. Х. Халиков и Г. А. Архипов — IX—XI вв. Н. А. Лещинская и Т. Б. Никитина высказывались за конец VIII—X вв. по аналогиям с вещами в погребениях Большетиганского и Мыдланьшайского могильников, содержащих нумизматический материал.
В 1957 году памятник раскапывался В. Ф. Генингом.
В 2011 году экспедицией НПЦ по охране объектов культурного наследия Кировской области и Марийского НИИ языка, литературы и истории могильник был обследован с целью проверки сохранности памятника и определения его границ. При расчистке грабительских ям были обнаружены фрагменты поясного украшения, шумящих подвесок (бубенчики), пронизки и бронзовый браслет.